# Monastère de Končul
Pour les articles homonymes, voir Église Saint-Nicolas.
Le monastère de Končul (en serbe cyrillique : Манастир Кончул ; en serbe latin : Manastir Končul) est un monastère orthodoxe serbe qui se trouve à Kaznoviće, dans la municipalité de Raška et dans le district de Raška, en Serbie. Il dépend de l'éparchie de Ras-Prizren et figure sur la liste des monuments culturels de grande importance de la République de Serbie (identifiant no SK 501),,.
Le monastère et son église sont dédiés à saint Nicolas. Il est également connu sous le nom de monastère de Končulić, de Končulići, ou Nikoljača.

## Situation
Le monastère est situé sur le territoire du village de Kaznovići, sur la rive gauche de l'Ibar, à 3 km au sud-est de Raška,,,.

## Historique
Le monastère, sans doute fondé en 1175 par Stefan Nemanja, est mentionné pour la première fois dans le Typikon de Studenica,, rédigé en 1208 par le futur saint Sava, le fils de Stefan Nemanja, connu dans le monde sous le nom de Rastko Nemanjić.

## Église Saint-Nicolas

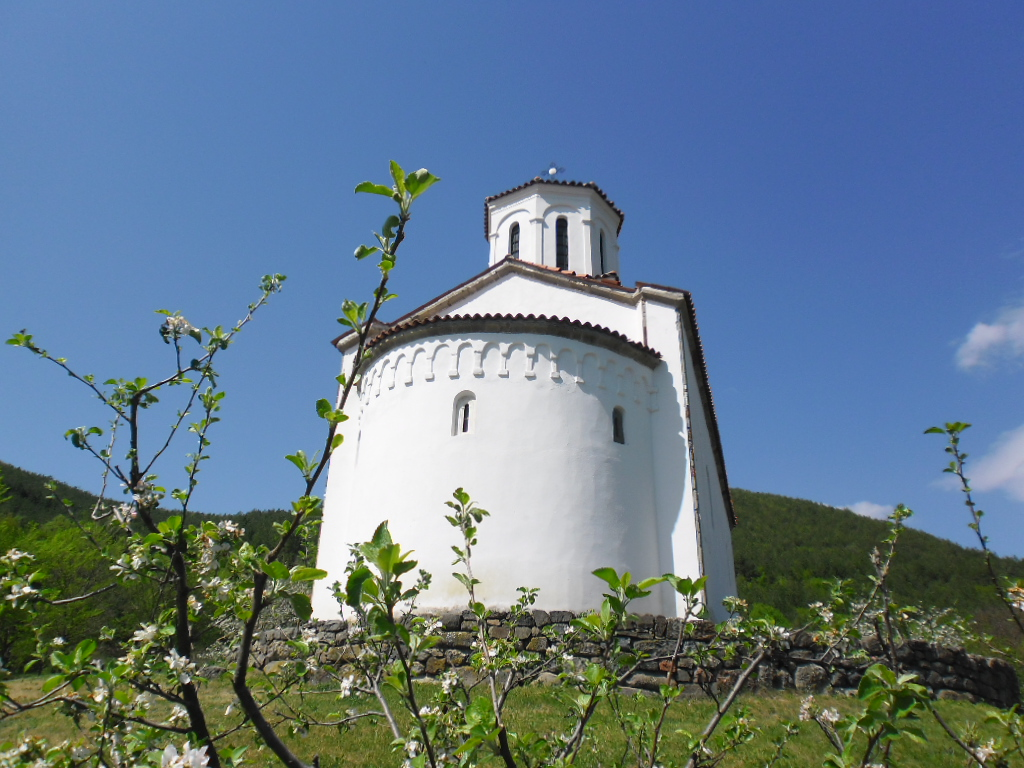
Le chevet de l'église.